# Engelhard Barthe

Engelhard Barthe, 1962

Engelhard Barthe (* 29. September 1906 in Hamburg; † 9. Januar 1977 ebenda) war ein deutscher Organist, Cembalist, Dirigent, Chorleiter,  Komponist und Kirchenmusikdirektor. Er wirkte an vier Hamburger Kirchen, leitete die Altonaer Singakademie, die Altonaer Museumskonzerte und war Dozent in an der Schleswig-Holsteinischen Musikakademie in Lübeck.

## Leben

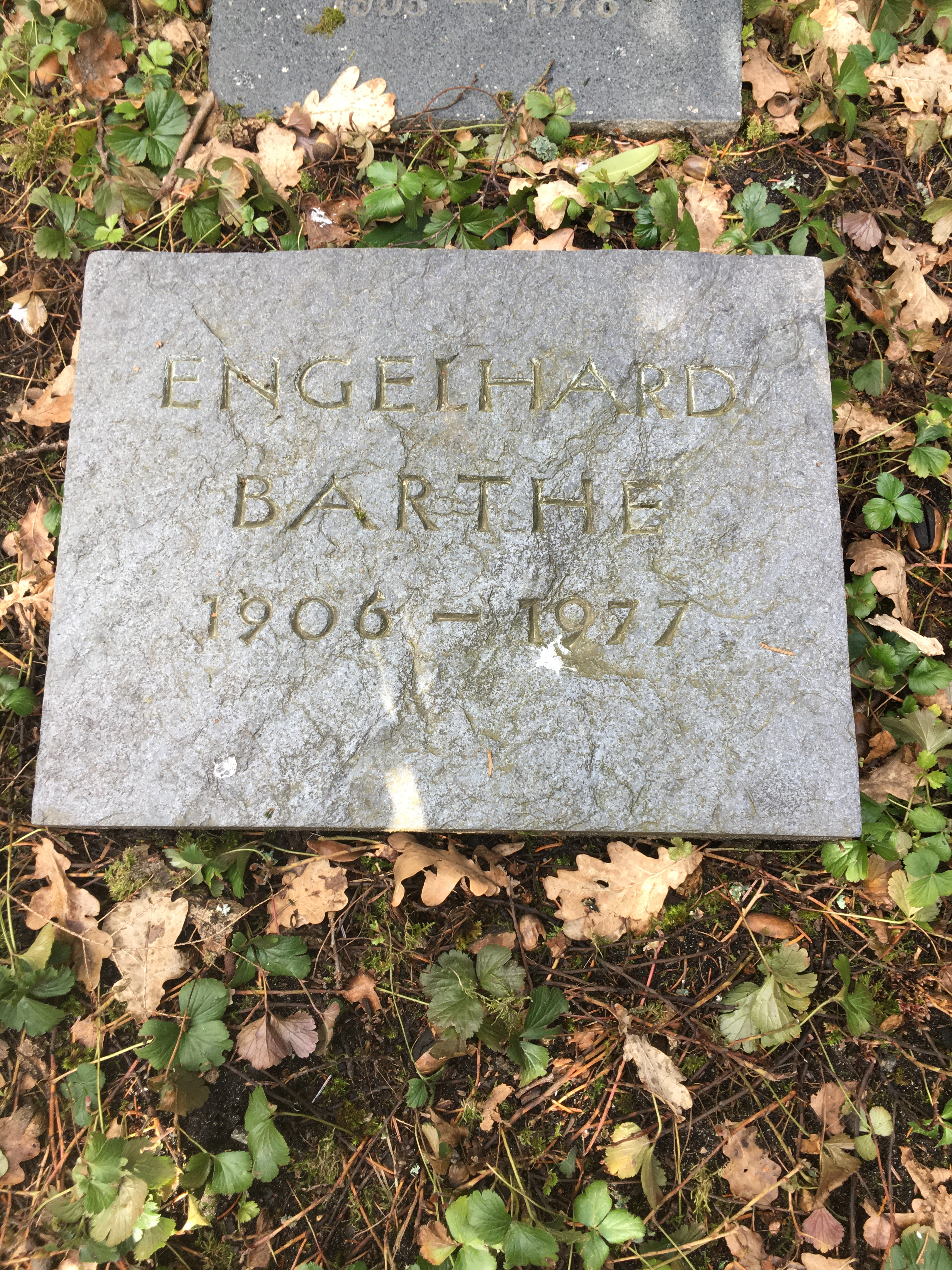
Kissenstein in der Familiengrabstätte Beenke auf dem Friedhof Ohlsdorf im Planquadrat P 20

Engelhard Barthe war das zweite von drei Kindern des Zollbeamten Otto Barthe und dessen Frau Elisabeth, geb. Beenke. Nach der Mittleren Reife begann er 1921 seine Musikausbildung für Klavier und Orgel am Bernuth’schen Konservatorium in Hamburg (heute Hamburger Konservatorium). 1923 wurde er als Privatschüler von Erwin Lendvai (Komposition), Gustav Knak (Orgel) und Paul Strecker (Klavier) unterrichtet. Anschließend studierte er bei Joseph Haas (Komposition) und Li Stadelmann (Cembalo) an der Staatlichen Akademie der Tonkunst München und beendete dort 1925 sein Studium mit der Meisterklasse und Reifeprüfung. 1926 wurde er Schüler und Assistent von Gustav Knak an der Hamburger Hauptkirche St. Petri.
Im Jahr 1928 wurde er Organist und Kantor an der Kirche St. Petri und Pauli in Hamburg-Bergedorf. 1931 gewann er das Probespiel an der Hamburger Hauptkirche Sankt Katharinen und wurde dort Organist, ab 1933 auch Kantor. In dieser Zeit dokumentierte er die alte Orgel vollständig, so dass diese nach ihrer kompletten Zerstörung in den Kriegsjahren im Jahr 2011 rekonstruiert werden konnte. Parallel zu seinem Amt an St. Katharinen wurde er 1934 Dozent und Chorleiter an der Volksmusikschule und 1939 Dirigent der Altonaer Singakademie. 1940 wurde er als Soldat in den Zweiten Weltkrieg eingezogen.
Von 1948 bis 1968 setzte Barthe seine Tätigkeit als Organist und Kantor an der Christuskirche in Hamburg-Othmarschen fort. In dieser Zeit wirkte er auch als Dozent an der Schleswig-Holsteinischen Musikakademie in Lübeck für die Fächer Orgel, Chorleitung und Ornamentik. 1953 wurde er zum Kirchenmusikdirektor ernannt. 1960 wurde seine Studie Takt und Tempo von der Telemann-Gesellschaft herausgegeben (Sikorski Musikverlage). Der Hamburger Senat verlieh ihm 1966 die Medaille für treue Arbeit im Dienste des Volkes.
1969 wechselte Barthe als Organist an die Verheißungskirche in Hamburg-Niendorf. 1971 gab er nach 32-jähriger Tätigkeit als Dirigent und künstlerischer Leiter der Altonaer Singakademie sein Abschiedskonzert in der Hamburger Musikhalle. Barthe trat 1973 nach 46 Jahren Musikschaffens in Hamburg in den Ruhestand und lebte nach seiner Pensionierung in Rahlstedt. Er starb am 9. Januar 1977 und wurde im Familiengrab auf dem Friedhof Ohlsdorf beigesetzt.

### Familie
Im Rahmen seiner Chorarbeit lernte Barthe 1928 die Violinistin Irene Trappe kennen, die er 1933 heiratete. Aus der Ehe stammten vier Kinder. Für seine Frau und seine Kinder erzählte er das historische Märchen Das Glockenmännlein von St. Katharinen, das 2018 neu aufgelegt wurde. 1968 heiratete Barthe die Kostümbildnerin Brigitte Dankwardt, in der Ehe wurde sein fünftes Kind geboren.

## Musikalisches Wirken
Prägend für Barthes künstlerisches Wirken waren sein Kompositionslehrer Joseph Haas, der das Hauptgewicht seines Werkes auf Vokalmusik, Lieder, geistliche und weltliche Chormusik legte, sowie Li Stadelmann, deren musikalisches Schaffen der Historischen Aufführungspraxis der Werke alter Meister galt. Es folgte seine Assistenzzeit bei Gustav Knak an der Hamburger Hauptkirche St. Petri, der neben dem Orgelspiel Gewicht auf Stimmbildung legte und 1928 die Hamburger Kirchenmusikschule gründete.
Barthe musizierte zusammen mit Gustav Scheck und August Wenzinger, die mit ihrem „Kammermusikkreis Scheck-Wenzinger“ wesentlich zur Wiederbelebung der Barockmusik in  Historischer Aufführungspraxis beitrugen. So beherrschte und pflegte Barthe alle historischen Tasten-Instrumente.
In den 1930er Jahren übernahm er die künstlerische Leitung der Volksmusikschule Hamburg, die, in den 1920er Jahren gegründet, von führenden Persönlichkeiten in der Jugendmusikbewegung wie Fritz Jöde und Martin Schlensog geprägt wurde und die später in der Altonaer Singakademie aufging. In dieser Zeit entstanden auch seine Liedkompositionen zu Texten von unter anderem Goethe, Dehmel, Groth, Zemke, Eichendorff und Michael.
In St. Katharinen entfaltete Barthe früh Eigenständigkeit und entwickelte, bedingt durch die Kleinheit der Empore, das „kleine Konzert-Format“. In den 1950er Jahren wurden daraus die großformatigen, aber nicht minder individuell-gemeinschaftlichen „Altonaer Hauskonzerte im Museum“ (Altonaer Museumskonzerte). Höhepunkte von Barthes künstlerischem Wirken wurden die raumgreifenden und festlichen Konzerte der Altonaer Singakademie in der Hamburger Musikhalle, der Hauptkirche St. Michaelis und in großen Konzertsälen im Ausland.
Als Komponist war Barthe hauptsächlich für seine Chöre tätig. Sein Hauptwerk war der ‚104.Psalm‘ für Tenor Solo und Chor.

## Auszeichnungen
- 1966: Verleihung der silbernen Medaille für treue Arbeit im Dienste des Volkes durch die Stadt Hamburg[7]

## Werke (Auswahl)

### Kompositionen
- Ach, was soll der Mensch verlangen?
- Lob der Stille
- Wozu such ich den Weg so sehnsuchtsvoll (1930)
- Wir wollen uns verschweigen, Mann, Weib und Greis (1931)
- Es steht ein goldenes Garbenfeld (zuerst erschienen 1951)

### Schriften
- Susanne Hasselmann-Barthe (Hrsg.): Historisches Märchen „Das Glockenmännlein von St. Katharinen“. BoD, Norderstedt 2018, ISBN 978-3-7481-2820-5.
- Telemann-Gesellschaft (Hrsg.): Takt und Tempo. Sikorski Musikverlage, Hamburg 1960.